# Condado de Seneca (Ohio)
O Condado de Seneca é um dos 88 condados do Estado americano de Ohio. A sede do condado é Tiffin, e sua maior cidade é Tiffin. O condado possui uma área de 1 431 km² (dos quais 5 km² estão cobertos por água), uma população de 58 683 habitantes, e uma densidade populacional de 41 hab/km² (segundo o censo nacional de 2000). O condado foi fundado em 1820.